# Wiosna (obraz Witolda Pruszkowskiego)
Wiosna – obraz Witolda Pruszkowskiego z 1887.

## Opis
Płótno przedstawia idącą nagą kobietę, wokół której widać rozwijającą się roślinność. Przed nią jest jeszcze zima, ustępująca kolejnej porze roku, co symbolizuje uwidaczniająca się z resztek śniegu druga naga kobieta. Dzieło powstało w nurcie personifikacyjnym, popularnym w II połowie XIX wieku, gdzie przyrodę przedstawiano jako postacie młodych kobiet. Inspiracją dla obrazu było wyobrażenie Arnolda Böckilna Wiosna miłości.